# Saint-Georges-du-Vièvre
Saint-Georges-du-Vièvre – miejscowość i gmina we Francji, w regionie Normandia, w departamencie Eure.
Według danych na rok 1990 gminę zamieszkiwały 573 osoby, a gęstość zaludnienia wynosiła 56 osób/km² (wśród 1421 gmin Górnej Normandii Saint-Georges-du-Vièvre plasuje się na 406. miejscu pod względem liczby ludności, natomiast pod względem powierzchni na miejscu 336.).